# ММС (посёлок)
ММС — посёлок в составе Шуньгского сельского поселения Медвежьегорского района Республики Карелия.

## Общие сведения
Расположен на берегу залива в северо-восточной части Онежского озера.

## Население
| 2002 | 2009 | 2010 | 2013 |
| ---- | ---- | ---- | ---- |
| 148  | ↘107 | ↘59  | ↘54  |